# Edvards Smiltēns

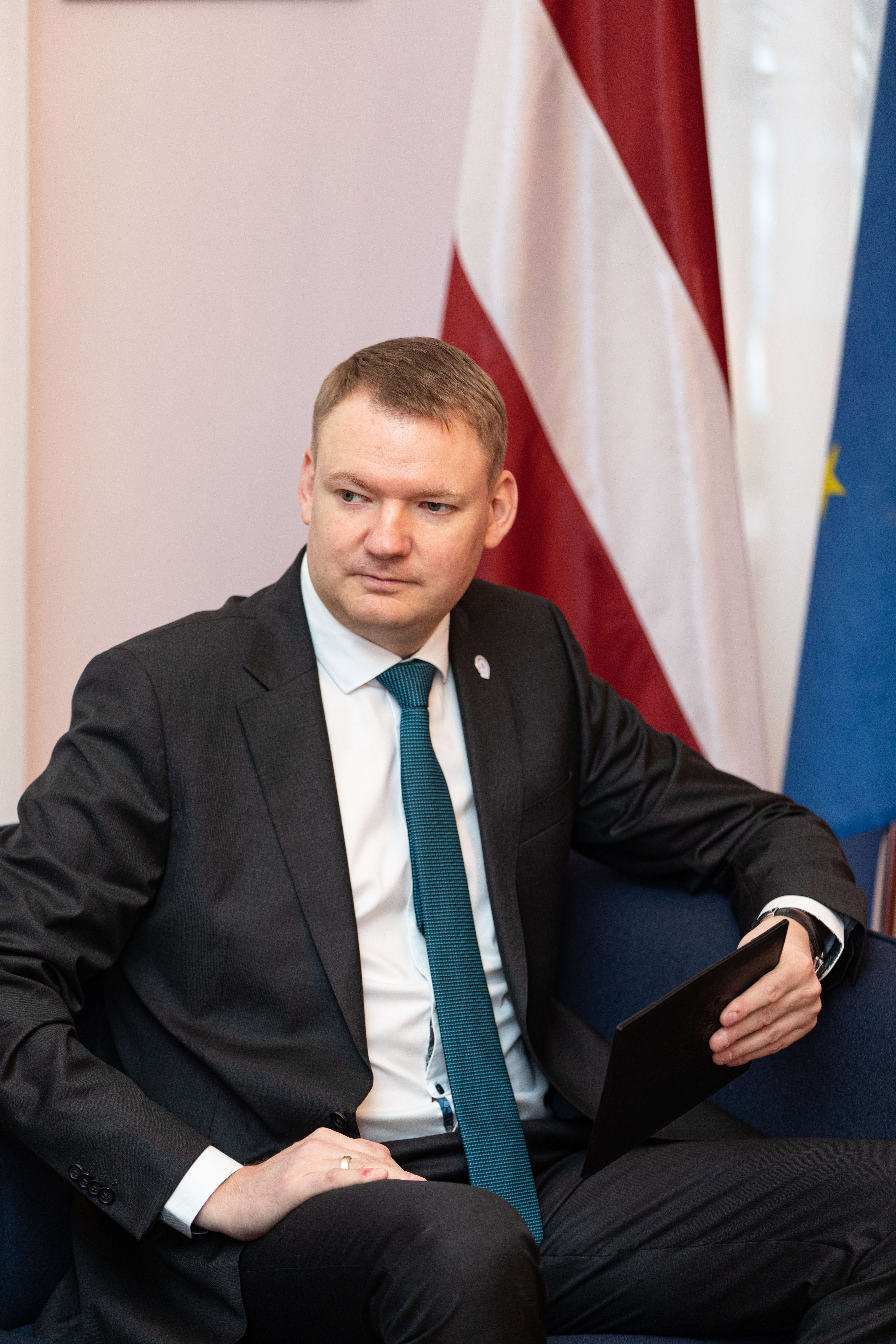
Edvards Smiltēns (2022)

Edvards Smiltēns (* 18. September 1984 in Riga) ist ein lettischer Jurist und Politiker. Vom 1. November 2022 bis zum 20. September 2023 war er als Präsident der Saeima Vorsitzender des lettischen Parlaments.

## Biographie
Smiltēns wurde 1984 in Riga, der damaligen Hauptstadt der Lettischen Sozialistischen Sowjetrepublik geboren. Nach dem Schulabschluss studierte er Rechtswissenschaften an der Universität Lettlands und erhielt die Zulassung als Anwalt. Laut den Angaben seiner XING-Seite gehört er bis heute (Stand Mai 2023) der Kanzlei Smiltēns & Grīnbergs an.

### Politische Karriere
Über die 2008 gegründete Gesellschaft für politischen Wandel (Sabiedrība citai politikai), die Teil des Wahlbündnisses Vienotība wurde, gelangte Smiltēns in die Politik.
Bei der Parlamentswahl in Lettland 2010 gelang es ihm erstmals ein Abgeordnetenmandat im nationalen Parlament (Saeima) zu erringen. Bei den Wahlen in den Jahren 2011 und 2014, bei der die Vienotība als gemeinsame Partei an trat, wurde er wiedergewählt. Im Zuge von Zerwürfnissen bei der Vienotība verließ er 2017 die Partei, deren Fraktion er seit 2010 als stellvertretender Vorsitzender mit geführt hatte. Dem Parlament gehörte er daraufhin, vom September 2017 bis zum Ende der Legislaturperiode, als fraktionsloser Abgeordneter an.
Im Vorfeld der Parlamentswahl 2018 schloss sich Edvards Smiltēns dem Lettischen Bund der Regionen (Latvijas Reģionu apvienība) an, konnte mit diesem aber nicht wieder ins Parlament einziehen. Bei der Europawahl 2019, bei der er der Spitzenkandidat seiner Partei war, konnte er ebenfalls kein Mandat erringen. Von 2020 bis 2022 gehörte er der Stadtverwaltung von Riga an.
Bei der Parlamentswahl 2022 gelang ihm mit dem Bund der Regionen, der sich diesmal zusammen mit anderen Parteien im Wahlbündnis Apvienotais saraksts (AS) organisiert hatte, der Wiedereinzug ins Parlament. Die neue Regierungskoalition, an der sich die AS beteiligte, wählte ihn am 1. November 2022 zum Präsidenten des Hauses. Nach der Bildung einer neuen Koalitionsregierung, an der seine Partei nicht mehr beteiligt war, verlor Smiltēns diesen Posten wieder. Am 20. September 2023 wurde Daiga Mieriņa zu seiner Nachfolgerin gewählt.

### Privates
Edvards Smiltēns ist verheiratet und Vater eines Sohns. Neben seiner Muttersprache spricht er fließend Englisch und Französisch.